# 2003年11月9日月食
2003年11月9日月食为一次在协调世界时2003年11月9日出現的月全食。該次月食半影食分為2.140、全影食分為1.022。偏食維持了106分，全食維持12分。

## 概述
這次月食的食分是2.93，偏食維持了106分，全食維持12分。

## 基本參數
- 類型：月全食
- 食甚資料：
  - 日期：2003年11月9日
  - 時間：1:18
  - 月球位置：赤經2.93度、赤緯16.3度
  - 食分：半影食分：2.140、全影食分：1.022
  - 持續時間：偏食106分、全食12分

## 外部連結
- NASA月食專頁（页面存档备份，存于）（英文）